# Agenten (roman)
Agenten (originaltitel: The Broker) är en roman från 2005 skriven av John Grisham.

## Handling
Lobbyisten Joel Backman, med en bakgrund i Washingtons politiska kohandel, har suttit sex år i fängelse. Backman benådas oväntat av den avgående presidenten. Backman får en hemlig identitet och förs till Italien. CIA läcker information om detta till israelerna, ryssarna, kineserna och saudierna och hans liv är i fara.

## Svensk översättning
Den Svenska ljudboken av Agenten är i uppdelad 36 kapitel och är 11 timmar lång. Uppläst av Torsten Wahlund.